# Катеринич Вадим Петрович
Катеринич Вадим Петрович (8 квітня 1845, с. Марківці — 1892, Київ) — київський архітектор, інженер, полковник.

## Родина

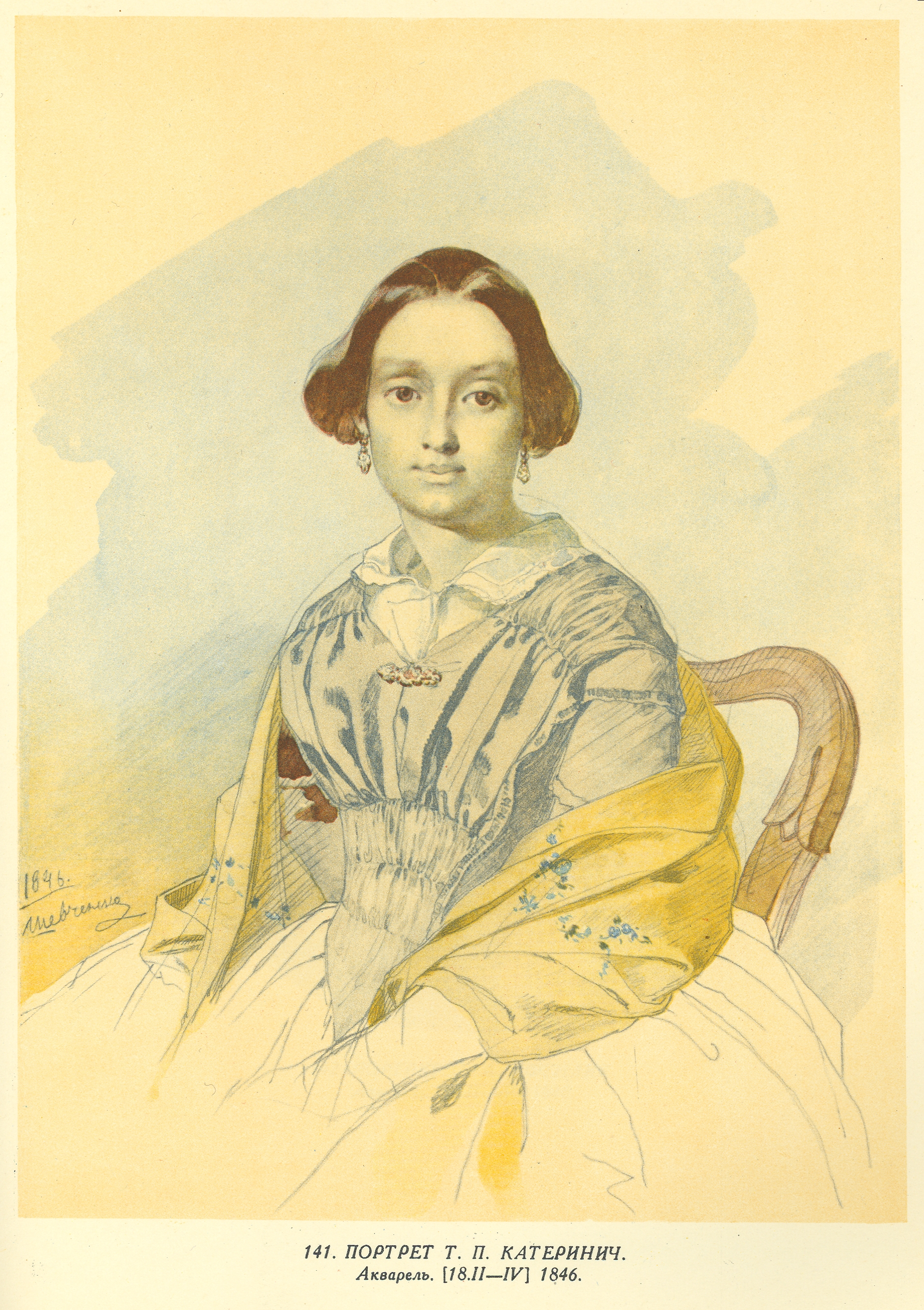
Т. П. Катеринич

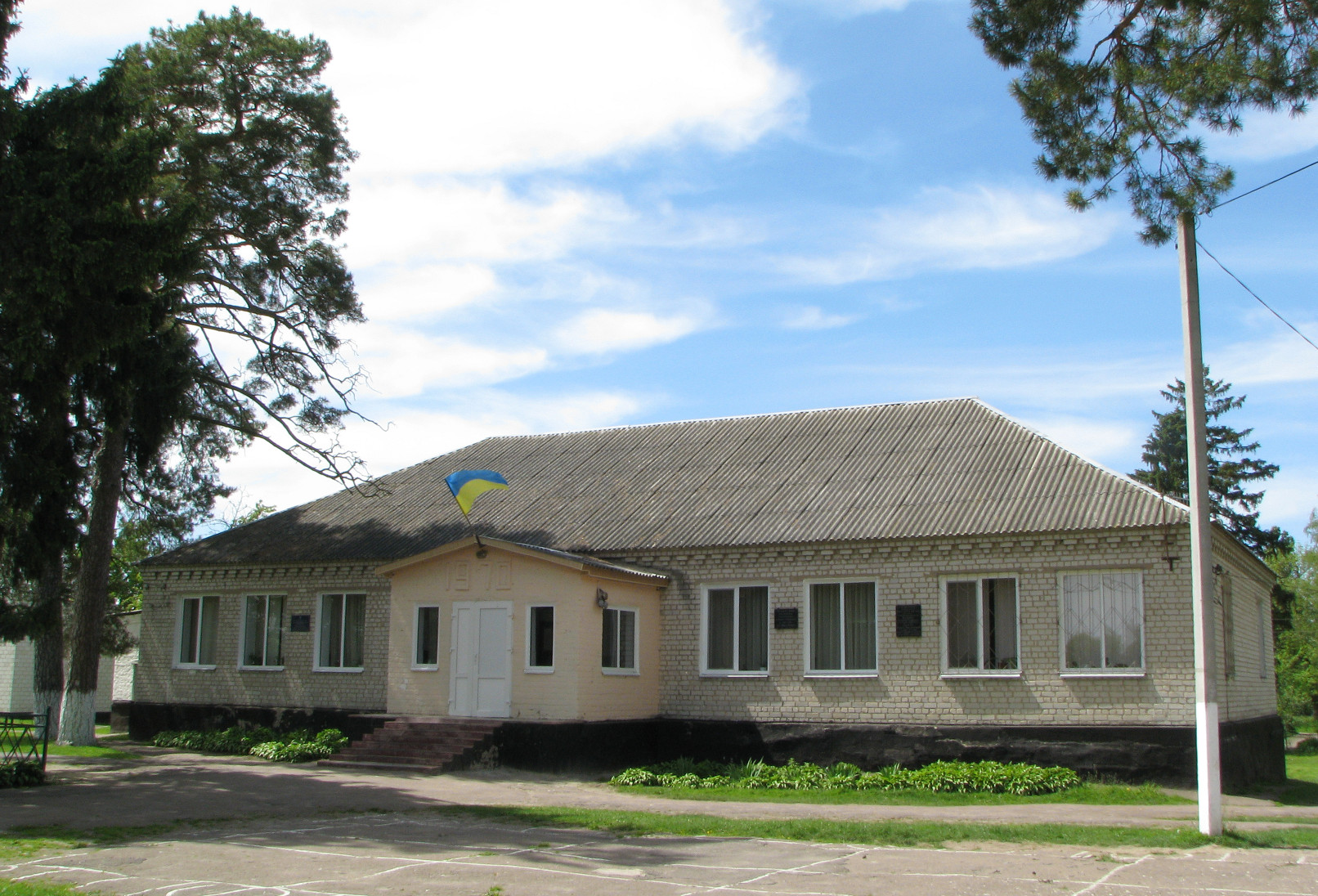
Марковецька школа на фундаменті будинку Катериничів

Народився в родинному маєтку Катериничів у Марківцях Козелецького повіту Чернігівської губернії (тепер Бобровицький район Чернігівської області). Батько — поміщик Петро Андрійович Катеринич (1811—1876), мати — Тетяна Пантеліївна Катеринич (Афендик) (1823 — ?), портрет якої (та ще 7 родичів) намалював Т. Г. Шевченко. Майбутній архітектор мав 2 братів та 5 сестер, серед них був Петро Петрович — юрист, власник Бобровицького цукрового заводу, меценат, член Товариства імені Тараса Шевченка в Петербурзі.
Був одружений двічі: від Ольги Матвіївни Катеринич мав доньку Ольгу (1869 — ?), від Юлії Карлівни Катеринич (Шульц) — доньку Манефу (1876 — ?), сина Нестора (1878 — після 1906) та доньку Поліксену (1880—1936).

## Кар'єра
У 1870-1880-і роки — військовий інженер Київського кріпосного інженерного управління Окружного інженерного управління (на 1878 рік — капітан, на 1886 рік — полковник). Був гласним міської думи. Автор ряду особняків та прибуткових будинків. Здійснював технічний нагляд за спорудженням під Хрещатиком водозливної труби (1888).
Безкоштовно спроектував церкву Марії Магдалини на Шулявці.
У 1880-х Вадим Петрович обирався гласним до Козелецьких повітових земських зборів, де, зокрема, зробив інженерну експертизу проекту побудови нової дороги Бобровиця — Козелець (1889).

## Здійснені роботи
- Двоповерхова прибудова до існуючого особняка на вул. Стрілецькій, 15 (1878);
- Власний особняк на вул. Інститутській, 23/5 (1879, не зберігся);
- Перебудова особняка Гессе на вул. Шовковичній, 9 (1882—1883);
- Особняк Івенсен на вул. Липській, 2 (1883—1884);
- Церква Св. Марії Магдалини на Шулявці (1885—1887, знищено у 1935);
- Особняк Пухальського на вул. Банковій, 8 (1886, не зберігся);
- Прибутковий будинок на вул. Трьохсвятительській, 13 (1887, надбудовано мансарду).

## Галерея

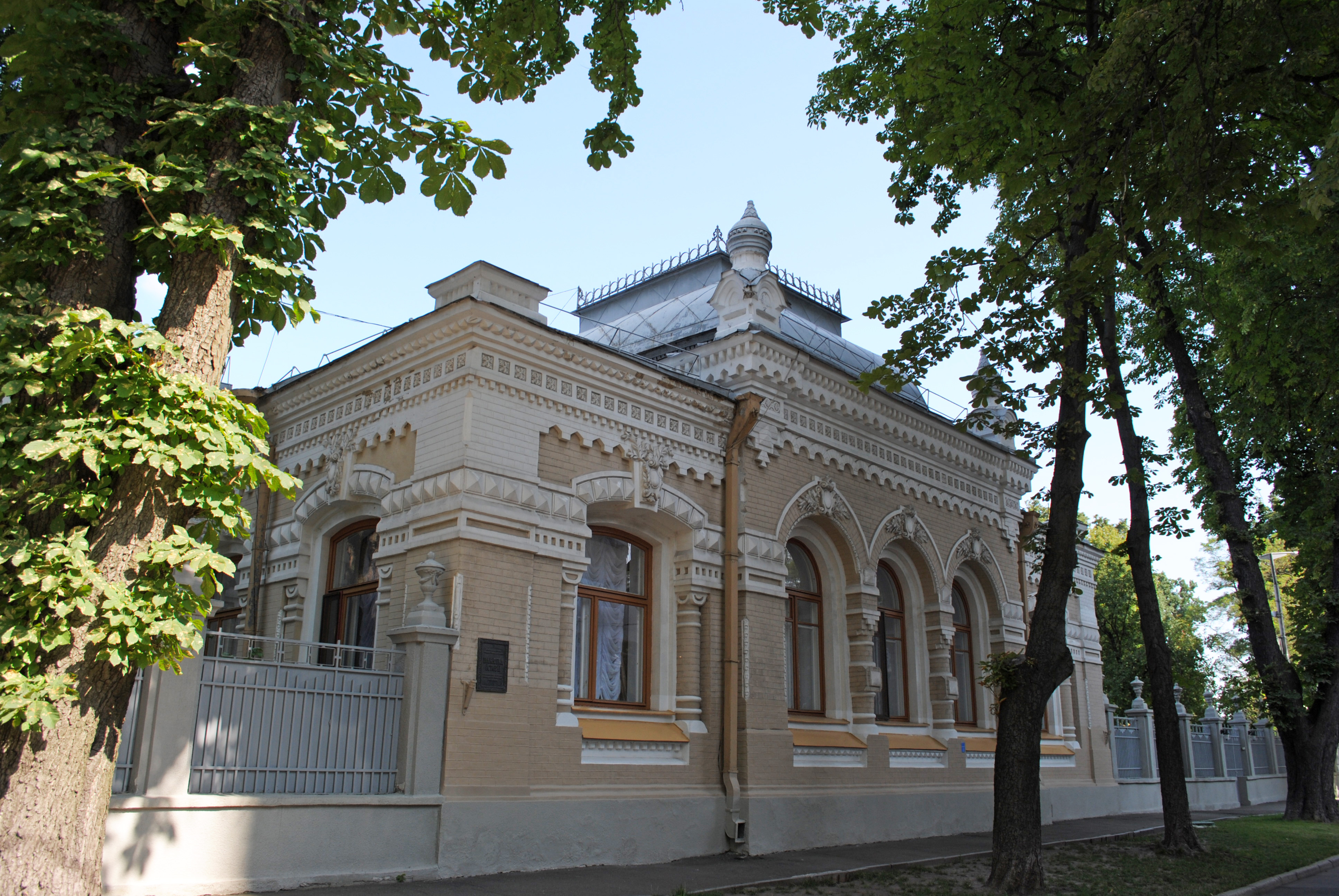
Особняк Івенсен на вулиці Липській, 2
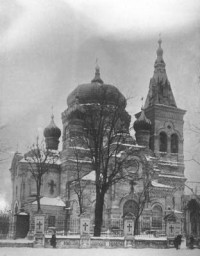
Церква Святої Марії Магдалини (не збереглася)
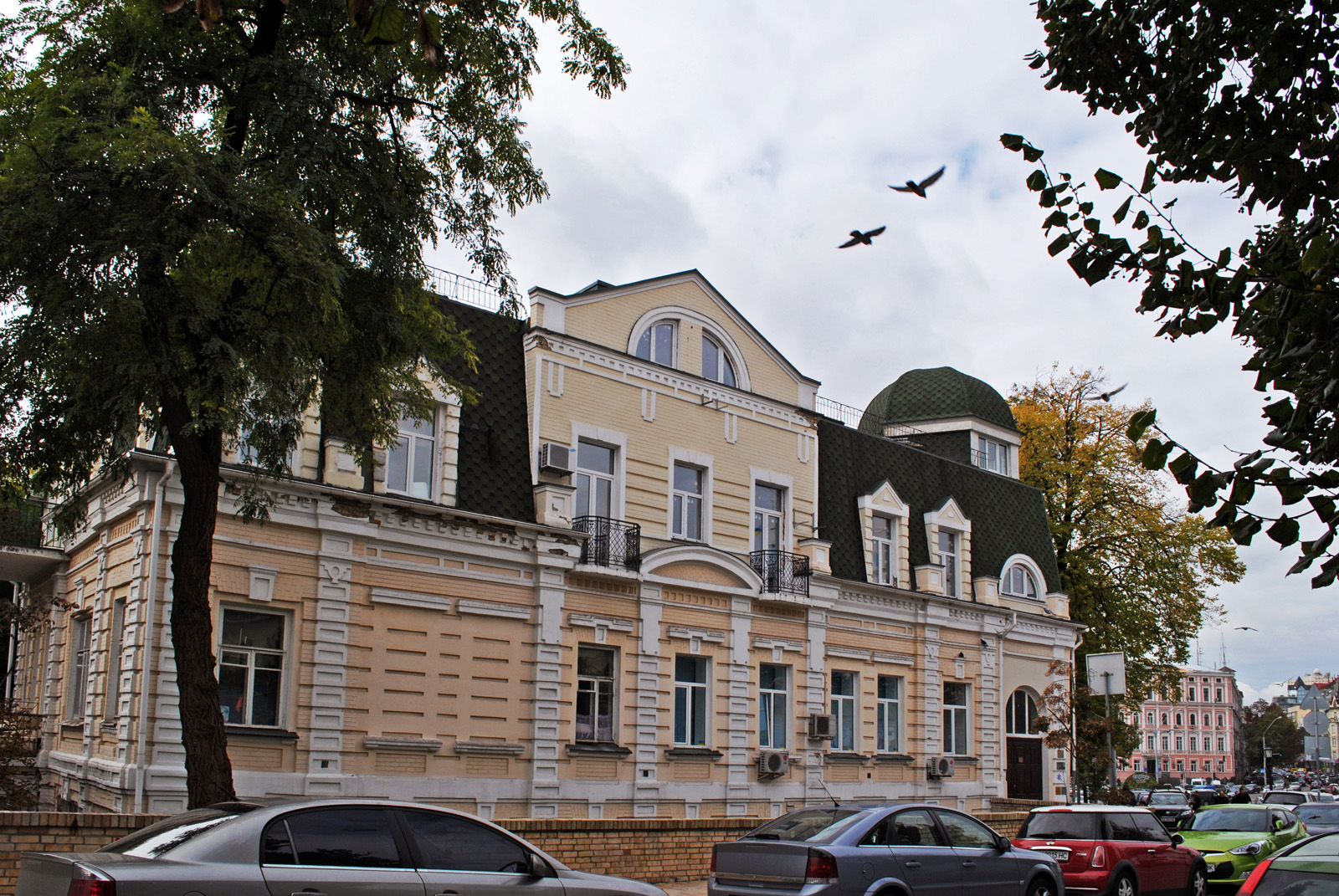
Прибутковий будинок на вул. Трьохсвятительській, 13